# Buldog angielski
Buldog angielski – rasa psa zaliczana do grupy molosów, wyhodowana w XVIII wieku w Anglii, użytkowana jako pies do towarzystwa i odstraszający. Typ dogowaty.

## Rys historyczny

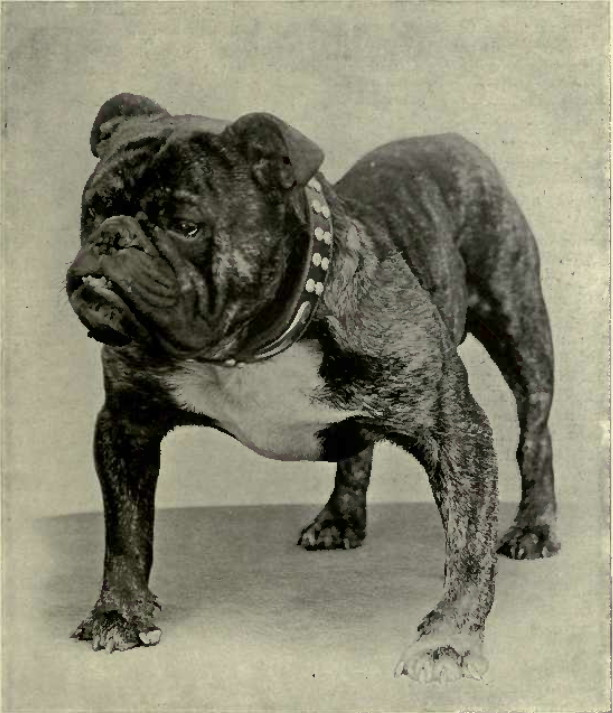
Rodney Stone - pierwszy buldog, który został sprzedany za 1000 funtów.

Buldogi angielskie to stara rasa wywodząca się z linii buldogów. Buldogi wyodrębniły się z mastifów około 1100 lat temu.
Na początku XVIII wieku w Anglii, w wyniku krzyżówek powstała ta rasa, niepodobna wyglądem do dawnego buldoga i spełniająca inne zadania. Od połowy XIX wieku sylwetka buldoga angielskiego uległa znacznej zmianie, upodabniając się do obecnego wzorca. Buldog stał się znacznie wyższy, szerszy, masywniejszy, o dużej głowie, zachowując krótką kufę z odkładającymi się do tyłu uszami w tzw. płatek róży. Z czasem zaczęto też odchodzić od fałd skórnych, pozostawiając tylko jedną, za nosem.

## Klasyfikacja FCI
W klasyfikacji FCI rasa ta została zaliczona do grupy II – Pinczery, sznaucery, molosy i szwajcarskie psy do bydła, sekcja 2.1 – Molosy typu mastifa. Psy tej rasy nie podlegają próbom pracy.

## Wygląd

### Budowa

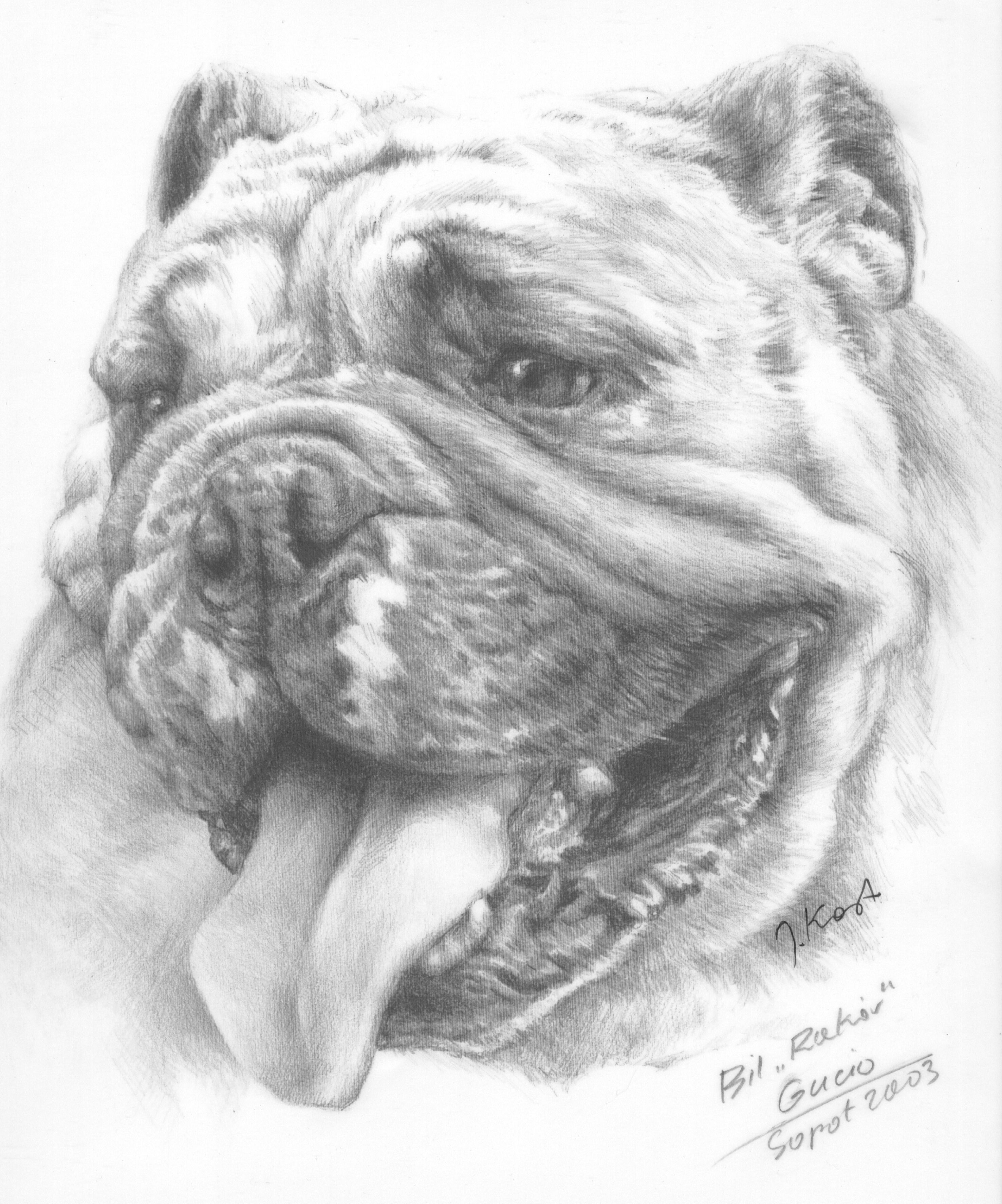
Głowa buldoga angielskiego – szkic wykonany na wystawie w Sopocie

Dość duży, masywny pies, o skróconej kufie, z małą fałdą nosową, i wysuniętej trufli nosowej poza linię fałdy. Z natury odważny, ciekawski, otwarty, choć wygląd może wydawać się groźny, z natury buldogi są łagodne i przyjacielskie wobec ludzi i innych zwierząt.

### Szata i umaszczenie
Sierść: Delikatna, krótka, przylegająca i gładka (wrażenie twardości spowodowane jest tylko krótkością i zwartością sierści), nie szorstka. Jednolita lub z maską, zawsze czysta i lśniąca. Odcienie: pręgowana, czerwona w rozmaitych odcieniach, płowa itp. Łaciata: każdy z tych kolorów w postaci łat na białym tle. Maść czarna, czarna podpalana, cielista jest wysoce niepożądana.

### Sport i zabawa
Buldog nie jest psem pracującym, jednak coraz częściej zdarzają się osobniki wysoce odporne na warunki atmosferyczne oraz wysiłek. Poprzez skróconą kufę i krępą budowę ciała, psy tej rasy dość często mają problemy z oddychaniem przy wysokich temperaturach, niezalecane jest spacerowanie z takim psem w czasie upalnego lata. W czasie zabawy to właściciel powinien ustalić limit igraszek – psy tej rasy z powodu szczerych chęci i wielkiego zaangażowania w zabawę, po prostu się zapominają, i nie zważając na swoje zmęczenie kontynuują zabawę, która może zakończyć się przykrym incydentem. Dość często w czasie zabawy zapominają o delikatności i wyczuciu, dlatego ważne jest, by to właściciel psa wyznaczał granice zabawy.

### Wrażenie ogólne
Krótkowłosy, dość przysadzisty, raczej nisko-nożny, mocny, o dobrze rozbudowanym, zwartym tułowiu. Głowa stosunkowo duża w proporcji do wielkości psa, ale ani ona, ani żadna inna partia ciała nie zakłócają ogólnej harmonii, nie dają wrażenia deformacji, ani nie wpływają na sprawność ruchu. Kufa stosunkowo krótka, szeroka, tępa i lekko, ale nie przesadnie zadarta. Tułów stosunkowo krótki, zwarty, jakakolwiek nadwaga niepożądana. Kończyny mocne, masywne, krzepkie. Zad wysoki i mocny. Wszelkie objawy trudności w oddychaniu w najwyższym stopniu niepożądane.

## Zachowanie i charakter
Buldog angielski jest psem wesołym, z natury łagodnym, spokojnym i kochającym właściciela. Zdarzają się jednak osobniki pobudliwe i nerwowe. Bywa on również wyjątkowo cierpliwy i kochającym dzieci psem domowym, niestety dość często nie zdającym sobie sprawy ze swojej siły i masy. Są czujne, nie wymagają zbyt dużo ruchu i z reguły nie są hałaśliwe. Bywają dominujące i wymagające stanowczego traktowania ze strony właściciela, jednak nie może być to bicie czy szarpanie, ponieważ na agresję bez wahania buldog odpowie agresją.

## Zdrowie i pielęgnacja
Rasa z grupy psów brachycefalicznych (z krótkim, spłaszczonym pyskiem), narażona na wiele dziedzicznych chorób, wśród których najczęstsze to schorzenia układu mięśniowo-szkieletowego, kamica pęcherza moczowego, atopowe zapalenie skóry i alergie skórne, choroby oczu. Okolice oczu i fałdy na nosie, oraz odbytu wymagają regularnej pielęgnacji – buldog poprzez swoją krótką i zwartą sylwetkę nie jest w stanie sam wykonać sobie toalety okolic intymnych, do właściciela należy zadbanie także o te rejony ciała.  
Dysplazja stawu biodrowego dotyka 72% buldogów angielskich według Orthopedic Foundation for Animals. Jest to pierwsza ze 173 przebadanych ras, która najczęściej zapada na tę chorobę.
W 2016 roku Brytyjskie Stowarzyszenie Weterynaryjne opublikowało list otwarty, w którym zaapelowało, aby ze względu na obciążenia chorobami nie podejmować pochopnie decyzji o zakupie psów tej rasy.
W 2022 roku Norwegia - z powodu naruszania ustawy o dobrostanie zwierząt - zakazała hodowli psów tej rasy, ponieważ przyczynia się do ich problemów zdrowotnych.
W czerwcu 2022 roku eksperci londyńskiego Royal Veterinary College zaapelowali, by powstrzymać się od hodowli i kupowania buldogów angielskich z powodu poważnych problemów zdrowotnych, które dotykają psy tej rasy. Wskazali, że przesadnie krótki pysk, wystająca dolna szczęka i krępy kształt ciała powodują problemy z oddychaniem, choroby skóry i uszu oraz choroby oczu.